# Baumann S.r.L.
BaumannS.r.L. ist ein international tätiger Hersteller von Seitenstaplern, eine spezielle Bauweise der Gabelstapler, und Vierwegestaplern. Das Unternehmen ist in Cavaion Veronese in der Nähe von Verona, Italien, ansässig und gilt als einer der zwei größten Produzenten dieser Gabelstaplergattung weltweit. Seitenstapler sind besonders für den Transport von langen und sperrigen Gütern geeignet.
Baumann stellt in seinem Werk jährlich rund 400 Seitenstapler her, die weltweit mit 106 Vertragshändlern in 76 Ländern exportiert werden. Das Sortiment umfasst derzeit sechs unterschiedliche Baureihen, die von Kompaktstaplern mit einer Tragkraft zwischen drei und fünf Tonnen bis hin zu Schwerlaststaplern mit einer Tragfähigkeit von bis zu 50 Tonnen reichen. Baumann ist spezialisiert auf die Herstellung von Elektro- (80 V und 120 V) und Diesel-Seitenstapler (Abgasstufe EU V und EPA Tier 4f). Zu den größten Maschinen zählt das Modell GXS 500, das mit einem Spreader zur Aufnahme von Containern ausgerüstet und dementsprechend baumäßig angepasst wurde. Der Container-Stapler mit einem Eigengewicht von 72 Tonnen verfügt über eine Tragfähigkeit von 50 Tonnen. Baumann ist ein von Lockheed Martin zertifiziertes Unternehmen.

## Geschichte
Das Unternehmen hat seine Wurzeln in der 1967 gemeinsam von den beiden Brüdern Rolf und Wolfgang Baumann in Bühlertal aufgenommenen Produktion von Gelände- und Seitenstaplern. 1969 wurde unter der Leitung von Wolfgang Baumann mit der Serienfertigung der Seitenstapler am Produktionsstandort in Cavaion begonnen. Das später aus dem ursprünglich deutschen Unternehmen herausgelöste Werk sowie die Modellreihen wurden über die Jahre schrittweise ausgebaut. Seit 2006 wird Baumann von dem aus Südtirol stammenden Klaus Pirpamer geführt. Im Jahre 2016 gewinnt Baumann den Innovationspreis der FLTA in England.